# Davide Chiumiento
Davide Chiumiento (Heiden, 22 november 1984) is een Zwitsers voetballer die bij voorkeur speelt als aanvallende middenvelder. Hij komt sinds het seizoen 2012/13 uit voor de Zwitserse club FC Zürich.

## Interlandcarrière
Onder leiding van bondscoach Ottmar Hitzfeld speelde Rossini zijn eerste en vooralsnog enige interland voor Zwitserland op 3 maart 2010 in de vriendschappelijke interland tegen Uruguay (1-3). Hij viel in dat duel na 45 minuten in voor aanvaller Marco Streller.  Andere debutanten in dat duel namens Zwitserland waren Xherdan Shaqiri (FC Basel) en Jonathan Rossini (US Sassuolo).

## Erelijst
FC Zürich
- Schweizer Cup

2014